# 林畲红军史迹
林畲红军史迹，位于中国福建省清流县林畲乡塘堀村，由毛泽东旧居（诒燕第）、工人夜校（即润晖第）、红军井、红军医院（由一座民居和一个天然溶洞组成）、红军桥、烈士墓等组成。1930年1月15日，毛泽东率红四军第二纵队经连城入清流，宿营林畲乡塘堀村，在此召开群众大会。次日，开赴明溪。行军期间毛泽东写下了《如梦令·元旦》一词。1931年6月，第二次反围剿胜利后，为了扩大中央根据地，部份红军由泰宁、将乐、明溪进入林畲，成立了林畲乡苏维埃政府。2009年11月16日公布为第七批福建省文物保护单位。